# Medalla Eligio Ancona
La medalla Eligio Ancona es una presea otorgada por la Universidad Autónoma de Yucatán anualmente, en virtud del Decreto Número 126 del gobierno del estado de Yucatán, en México, para premiar al yucateco por nacimiento, cualquiera que sea su lugar de residencia, por sus méritos en las actividades culturales y de las artes.

## Antecedentes
En 1947 el gobierno de Yucatán convocó a un concurso con motivo de la celebración del primer centenario del inicio de la Guerra de Castas, destinado a premiar un trabajo que mejor describiera  este cruento episodio de la historia de Yucatán. A tal premio se le dio el nombre de Eligio Ancona. Más tarde, en 1960, el propio gobierno yucateco, instituyó la Medalla Eligio Ancona para ser conferida a un yucateco por nacimiento, independientemente del lugar de su domicilio, distinguido en las artes, las ciencias y la cultura en general.
Esta medalla y el diploma correspondiente se otorgan hasta la fecha, anualmente, según laudo de la Universidad Autónoma de Yucatán, para lo cual esta institución lanza una convocatoria pública los primeros días de cada año a fin de recibir propuestas de entre las que se discierne el premio en el mes de mayo subsiguiente.

## Personas que han recibido la presea
Entre las personas que han recibido esta medalla y el diploma correspondiente, se citan:
- José Esquivel Pren, 1960.
- Gustavo Río Escalante, 1961.
- Gonzalo Cámara Zavala, 1962.
- Joaquín Ancona Albertos, 1963.
- Alfredo Barrera Vásquez, 1964.
- Santiago Burgos Brito, 1965.
- Ermilo Abreu Gómez, 1970.
- Clemente López Trujillo, 1971.
- Fernando Castro Pacheco, 1972.
- Leopoldo Peniche Vallado, 1973.
- Arcadio Poveda Ricalde, 1976.
- Silvio Zavala Vallado, 1977.
- Cirilo Montes de Oca, 1978.
- Enrique Gottdiener Soto, 1979.
- Juan Duch Colell, 1980.
- Alfonso Villa Rojas, 1981.
- Ramón Osorio y Carvajal, 1982.
- Ricardo López Méndez, 1984.
- Jesús Amaro Gamboa, 1985.
- Jaime Oroza Díaz, 1986 (póstuma).
- Víctor Suárez Molina, 1987.
- Antonia Jiménez Trava, 1988.
- Rodolfo Ruz Menéndez, 1989.
- Carlos Urzaiz Jiménez, 1990.
- Luis Felipe Rodríguez Jorge, 1991.
- Renán Irigoyen Rosado, 1992.
- Fernando Espejo Méndez, 1993.
- Felipe Escalante Ruz, 1994.
- Juan Helguera, 1995.
- Juan García Ponce, 1996.
- Humberto Peraza y Ojeda, 2001
- Fernando Cámara Barbachano, 2002
- Óscar González Cuevas, 2003.
- Nadima Simón Domínguez, 2004.
- Raúl Renán González, 2005.
- Judith Pérez Romero, 2006.
- Carlos Eduardo Bojórquez Urzaiz, 2007
- Gilberto Balam Pereira, 2008.
- Joaquín Bestard Vázquez, 2009.
- Emilio Vera Granados, 2010.
- Manuel Lizama Salazar, 2011.
- Luis Pérez Sabido, 2012.
- Jorge Humberto Álvarez Rendón, 2013